# Xu Yuanyuan
Pour les articles homonymes, voir Xu.
Dans ce nom chinois, le nom de famille, Xu, précède le nom personnel.
Xu Yuanyuan (徐媛媛, en chinois) est une joueuse d'échecs chinoise née le 8 mars 1981.

## Biographie et carrière
Grand maître international féminin depuis 2003, Xu Yuanyuan a remporté le championnat du monde d'échecs junior féminin en 2000 et le championnat de Chine d'échecs en 2003.
Elle fut championne du monde des moins de 14 ans en 1995, championne du monde des moins de 16 ans en 1997 et championne du monde des moins de 20 ans (juniors) en 2000 avec onze points marqués en treize parties.
Lors du championnat du monde d'échecs féminin de novembre-décembre 2001 disputé à Mosou en Russie, elle battit la Cubaine Sulennis Piña Vega au premier tour puis fut éliminée au deuxième tour par Dagnė Čiukšytė. Lors du championnat du monde féminin de 2004, elle perdit au premier tour face à Tatiana Vassilievitch.
Elle a représenté la Chine lors du premier match Chine - Russie organisé en 2001.
Inactive dans les compétitions internationales d'échecs depuis 2007, Xu Yuanyuan a obtenu son meilleur classement mondial en janvier 2001 quand elle fut première junior mondiale et vingt-cinquième joueuse mondiale avec un classement Elo de 2 437 points.
Xu Yuanyuan est la mère de Lu Miaoyi, également joueuse d'échecs.